# Coniston Water
Coniston Water ist der drittgrößte See im englischen Lake District. Er ist 8 km lang und 800 m breit bei einer maximalen Tiefe von 56 m und einer Fläche von 4,9 km². Er liegt auf einer Höhe von 44 m über dem Meeresspiegel. Am nördlichen Ende liegt der Ort Coniston. Seine Zuflüsse nahe dem Ort Coniston sind der Yewdale Beck und der Church Beck und die südlich davon gelegenen Torver Beck und Selside Beck. Sein Abfluss nach Süden ist der River Crake.

## Geographie
Coniston Water besitzt die typische Form der Seen im Lake District. Er entstand in der letzten Eiszeit in einem von Gletschern U-förmig in das umliegende Vulkan- und Kalkgestein gegrabene Tal.
Direkt am Westufer liegt der Old Man of Coniston, der höchste Berg in diesem Teil des Lake Districts.

## Geschichte
Bei Ausgrabungen wurden Reste von Siedlungen aus der Bronzezeit gefunden und während des Römischen Reiches wurde in den umliegenden Bergen Kupfer gewonnen. Weitere Funde belegen die Fortführung der Bergbautätigkeit bis ins Mittelalter. Im 13. und 14. Jahrhundert war Coniston ein wichtiger Lieferant für Fisch an die Mönche der Furness Abbey, in deren Besitz sich der See und die umliegenden Ländereien befanden. Kupfer wurde noch bis ins 19. Jahrhundert abgebaut.
Der viktorianische Künstler und Philosoph John Ruskin wohnte in Brantwood am Ostufer des Sees von 1872 bis zu seinem Tod 1900 und ist auf dem Friedhof des Ortes Coniston begraben.

## Geschwindigkeitsrekord
Auf Coniston Water wurde im 20. Jahrhundert mehrfach versucht, Geschwindigkeitsrekorde für Rennboote aufzustellen. Am 14. Januar 1939 erreichte Sir Malcolm Campbell 228,108 km/h auf dem See im Boot Bluebird K4. Zwischen 1956 und 1959 verbesserte sein Sohn Donald Campbell den Rekord im Boot Bluebird K7 viermal bis auf 418,99 km/h. Bei einem weiteren Versuch am 4. Januar 1967 verunglückte er mit seinem Fahrzeug tödlich.
Seit 2009 wird jährlich im Spätherbst eine record week veranstaltet, bei der Rennfahrer in allen von der UIM anerkannten Bootsklassen Weltrekorde aufstellen können. Die höchste 2010 erzielte Geschwindigkeit waren 236,4 km/h in der Rennbootklasse mit Außenbordmotoren bis 3000 cm³.

## Lady in the Lake
Coniston Water war 1997 Schauplatz für die Aufklärung eines Gewaltverbrechens. Die Leiche von Carol Park wurde im See von Sporttauchern entdeckt, nachdem sie dort vor 21 Jahren von ihrem Ehemann versenkt wurde, der sie mit einem Eispickel erschlagen hatte. Der Fall wurde bekannt als „The Lady in the Lake Murder“ in Anlehnung an den Roman von Raymond Chandler „Die Tote im See“.

## Rundfahrten

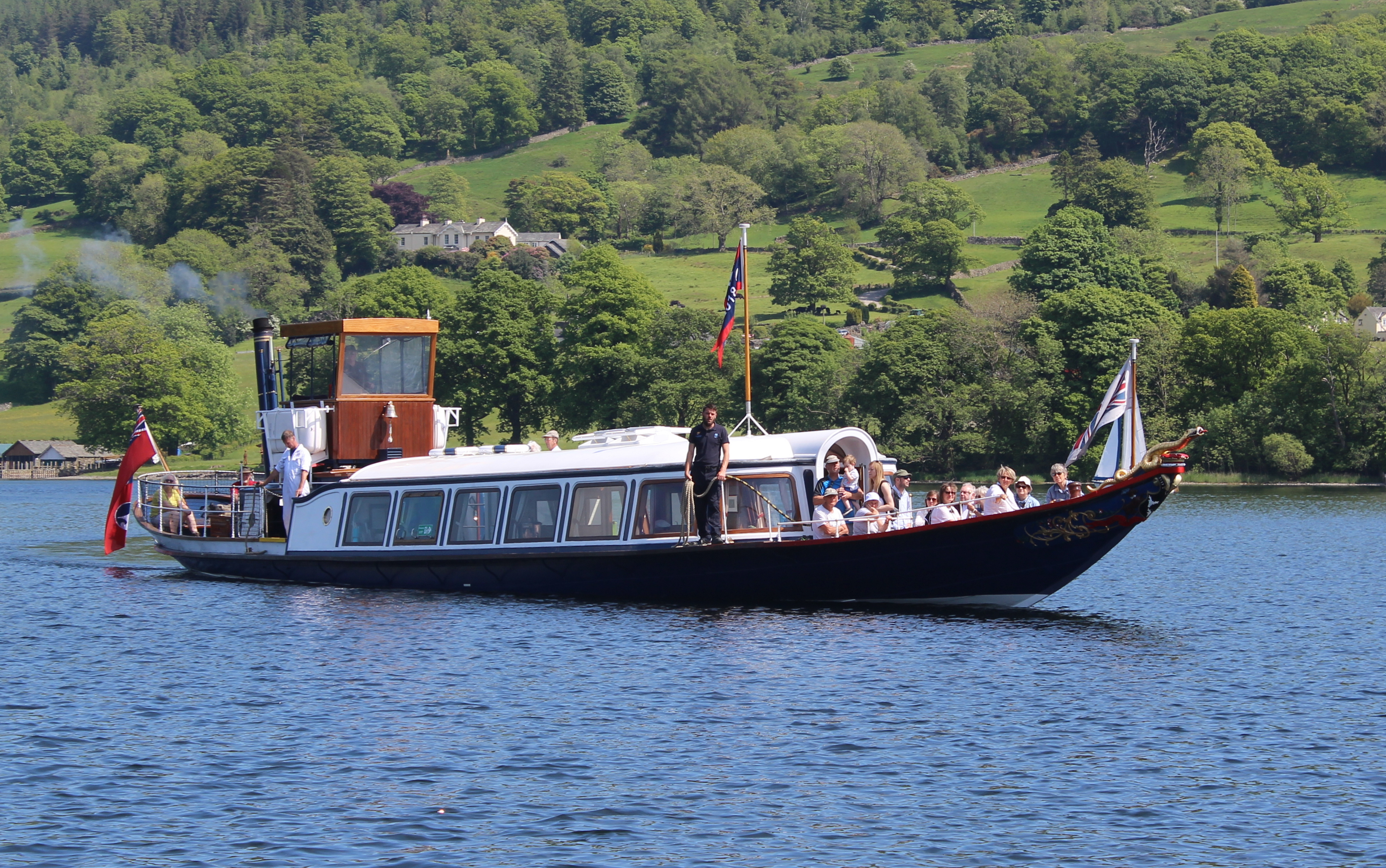
Dampfschiff Gondola

Auf dem nördlichen Teil des Sees kann man mit einem Dampfschiff Ausflugsfahrten unternehmen.
Gondola fährt in der Feriensaison zwischen Coniston und Brantwood. Das Boot wurde 1859 erbaut und verrichtete seinen Dienst bis 1960, als es nach einem Sturm auf Grund lief. Nachdem man 1970 einen erfolglosen Versuch unternommen hatte, das Boot wieder in Dienst zu stellen, wurde es 1980 als Touristenattraktion vollständig renoviert.